# Томислав Чоловић
Томислав Тома Чоловић (Краљево, 21. јануар 1949 — Краљево, 9. фебруар 2008) био је српски певач народне музике.

## Музичка каријера
Томислав Чоловић се појавио на естради почетком седамдесетих година, а највећу популарност му је донела песма „Мали мрав” која је достигла милионске тираже. Текст песме је урадио Руждија Крупа, а музику је компоновао Предраг Неговановић, рођени брат хармоникаша Новице Неговановића. Певао је углавном шаљиве песме као што су „Мајка Мују шишала на струју”, „Лепа Снежа нагазила јежа” и „Професоре данас ме не питај”, али и остале хитове који су обележили његову каријеру „Сиромашан отац беше”, „Црн је гавран а ја црњи” и „Остао ми шешир на прозору”.
Чоловић је снимио десетину албума за Продукцију грамофонских плоча Радио телевизије Србије. Његов син Милан се такође бави певањем.

## Смрт
Томислав Чоловић је преминуо 9. фебруара 2008. године. На лицу места је доживео инфаркт у једној краљевачкој кафани.

## Фестивали
- 1976. Хит парада - Сећаш ли се срце шта је некад било
- 1978. Хит парада - Професоре, данас ме не питај
- 1993. Шумадијски сабор - Чувај сине нашу Шумадију
- 1994. Шумадијски сабор - Шумадијска лепотица, награда за најбољи текст

## Дискографија

### Шубаре ми моје (1972)
1. Шубаре ми моје
2. Ја пијем и патим
3. Пустите људи кад тужни пате
4. Мрсаћанско коло

### Чаша на растанку (1973)
1. Чаша на растанку
2. Љуби га просто ти било
3. Другу срце жели
4. Мој се живот многима не свиђа

### Спавају улице (1973)
1. Спавају улице
2. Водоноша
3. Кумовско Коло

### Ја нећу с тобом сузе (1974)
1. Хајде Јово поново
2. Ја нећу с тобом сузе
3. Кад бих имао два живота
4. Нећу твоје сажаљење

### Ко се воли тај се свађа (1974)
1. Ко се воли тај се свађа
2. Ја не могу њу да кривим

### Молим те иди (1975)
1. Празно је, мајко, крило твоје
2. Молим те, иди

### Наша љубав није чаша воде (1975)
1. Буди јако срце моје
2. Наша љубав није чаша воде

### Пружићу ти задњу шансу (1976)
1. Сећаш ли се срце шта је некад било, Хит парада '76
2. Пружићу ти задњу шансу

### Волесмо се мило моје (1977)
1. Волесмо се мило моје
2. За тебе нема замене

### Професоре данас ме не питај (1978)
1. Професоре данас ме не питај, Хит парада '78
2. Жена коју срце сања

### Ја нежења оста’ (1979)
1. Ја нежења оста’
2. Доста смо били једно без другог

### Ја од Ибра ти од Мораве (1980)
1. Ја од Ибра ти од Мораве
2. Леле, леле, ал’, живети знам

### Брат сам беле зоре (1981)
1. Црн је гавран а ја црњи
2. Брат сам беле зоре
3. Чуј душо, чуј плавушо
4. Лепо је заљубљен бити
5. Одвешћу те без сватова
6. Заувек се растајемо
7. Последњи воз за љубав
8. Обновимо стару љубав

### Однела си све (1982)
1. Бићеш мала милована
2. Ја на север, ти на југ
3. Однела си све
4. Мали мрав
5. Сањао сам, лете људи
6. Волео сам јако, изгубих те лако
7. Зашто дође изненадни крај
8. Живот ме је навикао да губим

### Мајка Мују шишала на струју (1984)
1. Кад бих знао
2. Када човек попије
3. Мајка Мују шишала на струју
4. Неко или нико
5. Шта сам ја без тебе
6. Твоја ми љубав треба
7. Зима, љубави
8. Знај душо, знај

### Пролазници смо на планети (1986)
1. За мене си нај
2. Пролазници смо на планети
3. Оков живота
4. Остало је нешто међу нама
5. Ко си ти
6. Таква ми је ћуд
7. Своју срећу бирала си сама
8. За мене је време стало

### Што ме роди мајко (1988)
1. Што ме роди мајко
2. Бамбина
3. Жалићу за тобом
4. Несрећо моја
5. Црни Грга из Мокрога Луга
6. Црна мачка
7. Сабери да платим
8. Кућу ћу на добош дати

### Јеж (1990)
1. Јеж
2. Суза кајања
3. Остало је нешто после краја
4. Еј, кафано кућо туге
5. Опрости, опрости
6. Што искрена није сада
7. Сви путеви воде према теби
8. Дано

### Кобра (1992)
1. Кобра
2. Крива је она
3. Мала моја
4. Нека цркну душмани
5. Отров и мед
6. Само једну шансу ми дај
7. Убио ме живот
8. Засадићу орах калемљени

### Нема промашаја (1996)
1. Прешла вода преко пода
2. Кунем се ја
3. Јој, јој...
4. Иза решетака
5. Лагали ме
6. Нема промашаја
7. Играјмо ђавољи плес
8. Жута минута

### Ера и гости (1997)
1. О животе робијо
2. Бела врана
3. Циганка
4. Суморна је субота
5. Ајде кући главо луда

### Деда бабу гледа (2000)
1. Ја још не знам шта је квар
2. Дозволи ми да ти певам
3. Мили сине
4. Била једна љубав
5. Деда бабу гледа
6. Дизај главу
7. Дођи на вино
8. Плес

### Није време за дилеме (2001)
1. Није време за дилеме
2. Ја не бацам успомене
3. Заменисмо кућу за кафану
4. Моје лепо плаво
5. Петак изузетак
6. Пијем прву другу трећу
7. Бог је тако рек’о
8. Баци чашу кукавицо